# Mancenans-Lizerne
Ne doit pas être confondu avec Mancenans.
Mancenans-Lizerne est une commune française située dans le département du Doubs, la région culturelle et historique de Franche-Comté et la région administrative Bourgogne-Franche-Comté.
Ne pas confondre avec la commune de Mancenans dans le même département.

## Géographie

### Toponymie
Mancenens en 1343 ; Mansenans en 1432 ; Mansenan en 1614 ; Mancenans en 1790.

### Climat
Pour des articles plus généraux, voir Climat de la Bourgogne-Franche-Comté et Climat du Doubs.
En 2010, le climat de la commune est de type climat de montagne, selon une étude du Centre national de la recherche scientifique s'appuyant sur une série de données couvrant la période 1971-2000. En 2020, Météo-France publie une typologie des climats de la France métropolitaine dans laquelle la commune est exposée à un climat de montagne ou de marges de montagne et est dans la région climatique  Jura, caractérisée par une forte pluviométrie en toutes saisons (1 000 à 1 500 mm/an), des hivers rigoureux et un ensoleillement médiocre. 
Pour la période 1971-2000, la température annuelle moyenne est de 7,8 °C, avec une amplitude thermique annuelle de 16,8 °C. Le cumul annuel moyen de précipitations est de 1 412 mm, avec 12,6 jours de précipitations en janvier et 11,6 jours en juillet. Pour la période 1991-2020, la température moyenne annuelle observée sur la station météorologique de Météo-France la plus proche, « Maiche », sur la commune de Maîche à 2 km à vol d'oiseau, est de 7,7 °C et le cumul annuel moyen de précipitations est de 1 433,0 mm. 
La température maximale relevée sur cette station est de 34,9 °C, atteinte le 25 juillet 2019 ; la température minimale est de −26,8 °C, atteinte le 1er mars 2005,,. 
Les paramètres climatiques de la commune ont été estimés pour le milieu du siècle (2041-2070) selon différents scénarios d'émission de gaz à effet de serre à partir des nouvelles projections climatiques de référence DRIAS-2020. Ils sont consultables sur un site dédié publié par Météo-France en novembre 2022.

## Urbanisme

### Typologie
Au 1er janvier 2024, Mancenans-Lizerne est catégorisée commune rurale à habitat dispersé, selon la nouvelle grille communale de densité à 7 niveaux définie par l'Insee en 2022.
Elle appartient à l'unité urbaine de Maîche, une agglomération intra-départementale dont elle est une commune de la banlieue,. Par ailleurs la commune fait partie de l'aire d'attraction de Maîche, dont elle est une commune de la couronne,. Cette aire, qui regroupe 23 communes, est catégorisée dans les aires de moins de 50 000 habitants,.

### Occupation des sols
L'occupation des sols de la commune, telle qu'elle ressort de la base de données européenne d’occupation biophysique des sols Corine Land Cover (CLC), est marquée par l'importance des territoires agricoles (53,4 % en 2018), une proportion identique à celle de 1990 (53,4 %). La répartition détaillée en 2018 est la suivante : 
forêts (46,6 %), prairies (32,9 %), zones agricoles hétérogènes (20,5 %). L'évolution de l’occupation des sols de la commune et de ses infrastructures peut être observée sur les différentes représentations cartographiques du territoire : la carte de Cassini (XVIIIe siècle), la carte d'état-major (1820-1866) et les cartes ou photos aériennes de l'IGN pour la période actuelle (1950 à aujourd'hui).

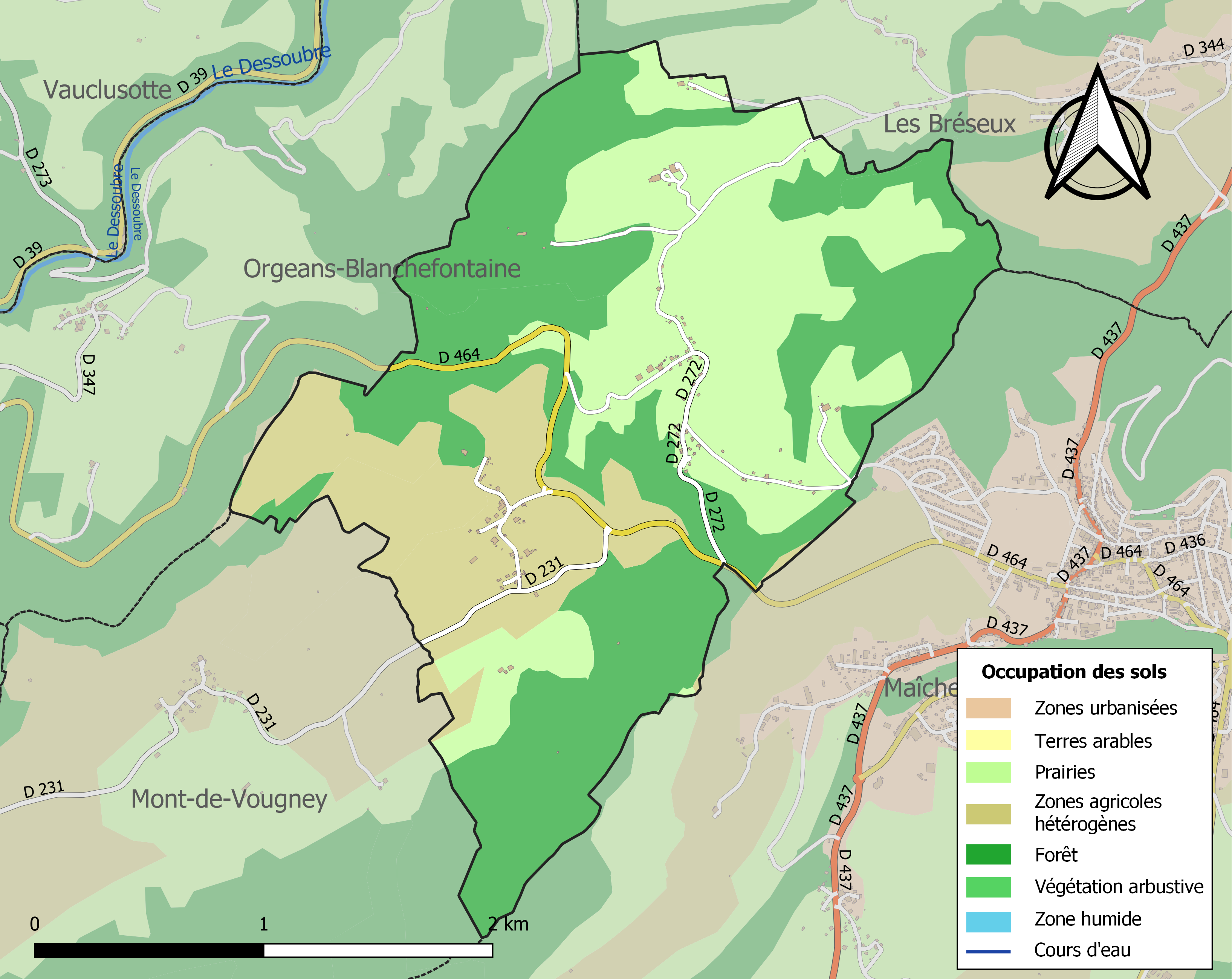
Carte des infrastructures et de l'occupation des sols de la commune en 2018 (CLC).

## Politique et administration
| Période                                  | Période   | Identité           | Étiquette | Qualité  |
| ---------------------------------------- | --------- | ------------------ | --------- | -------- |
| avant 1995                               | ?         | Gérard Vuillet     |           |          |
| mars 2001                                | mars 2008 | Catherine Cartier  |           |          |
| mars 2008                                | mai 2020  | Serge Orny         | DVG       | Retraité |
| mai 2020                                 | En cours  | Fernande Spielmann |           |          |
| Les données manquantes sont à compléter. |           |                    |           |          |

## Démographie
L'évolution du nombre d'habitants est connue à travers les recensements de la population effectués dans la commune depuis 1793. Pour les communes de moins de 10 000 habitants, une enquête de recensement portant sur toute la population est réalisée tous les cinq ans, les populations de référence des années intermédiaires étant quant à elles estimées par interpolation ou extrapolation. Pour la commune, le premier recensement exhaustif entrant dans le cadre du nouveau dispositif a été réalisé en 2008.

En 2022, la commune comptait 184 habitants, en évolution de −3,66 % par rapport à 2016 (Doubs : +1,88 %, France hors Mayotte : +2,11 %).
| 1793 | 1800 | 1806 | 1821 | 1831 | 1836 | 1841 | 1846 | 1851 |
| ---- | ---- | ---- | ---- | ---- | ---- | ---- | ---- | ---- |
| 163  | 105  | 142  | 144  | 200  | 198  | 201  | 186  | 172  |

| 1856 | 1861 | 1866 | 1872 | 1876 | 1881 | 1886 | 1891 | 1896 |
| ---- | ---- | ---- | ---- | ---- | ---- | ---- | ---- | ---- |
| 184  | 176  | 182  | 137  | 135  | 139  | 154  | 176  | 181  |

| 1901 | 1906 | 1911 | 1921 | 1926 | 1931 | 1936 | 1946 | 1954 |
| ---- | ---- | ---- | ---- | ---- | ---- | ---- | ---- | ---- |
| 113  | 126  | 126  | 109  | 150  | 129  | 95   | 115  | 107  |

| 1962 | 1968 | 1975 | 1982 | 1990 | 1999 | 2006 | 2008 | 2013 |
| ---- | ---- | ---- | ---- | ---- | ---- | ---- | ---- | ---- |
| 113  | 98   | 96   | 131  | 131  | 152  | 162  | 165  | 186  |

| 2018 | 2022 | - | - | - | - | - | - | - |
| ---- | ---- | - | - | - | - | - | - | - |
| 193  | 184  | - | - | - | - | - | - | - |

## Lieux et monuments
- Le château de l'Ermitage : construit en 1626, il fut occupé à partir de 1878 par des moines de l'ordre des Carmes Déchaussés qui y fabriquaient une liqueur dite de "l'Ermitage". En 1892 il devint la propriété du peintre Joseph Aubert. C'est une belle bâtisse de 38 mètres de long qui contient une chapelle de style gothique rayonnant et offre un panorama sur la vallée du Dessoubre.
- La cascade et les grottes de Waroly.

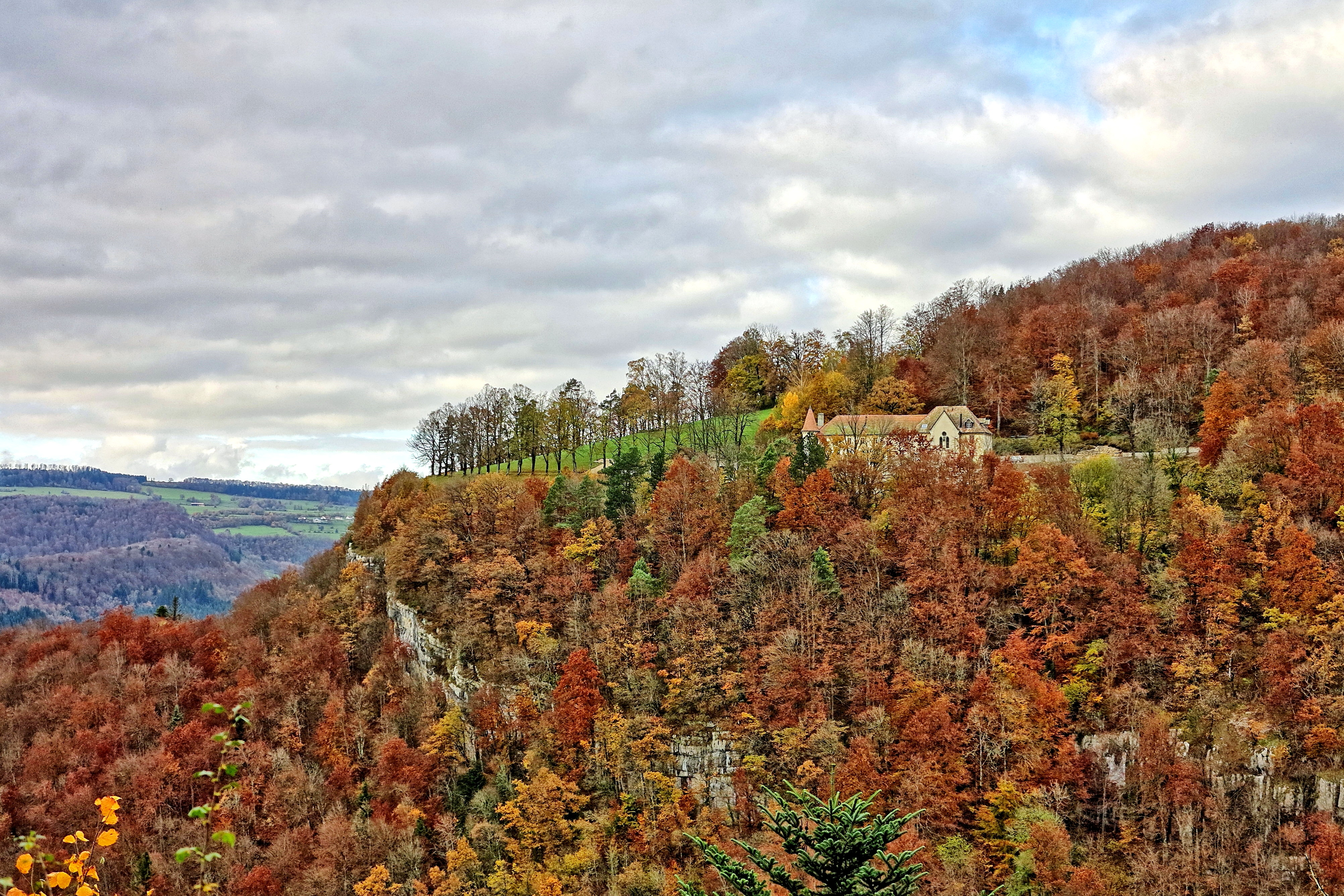
Le château de l'Ermitage au-dessus de la vallée du Dessoubre.
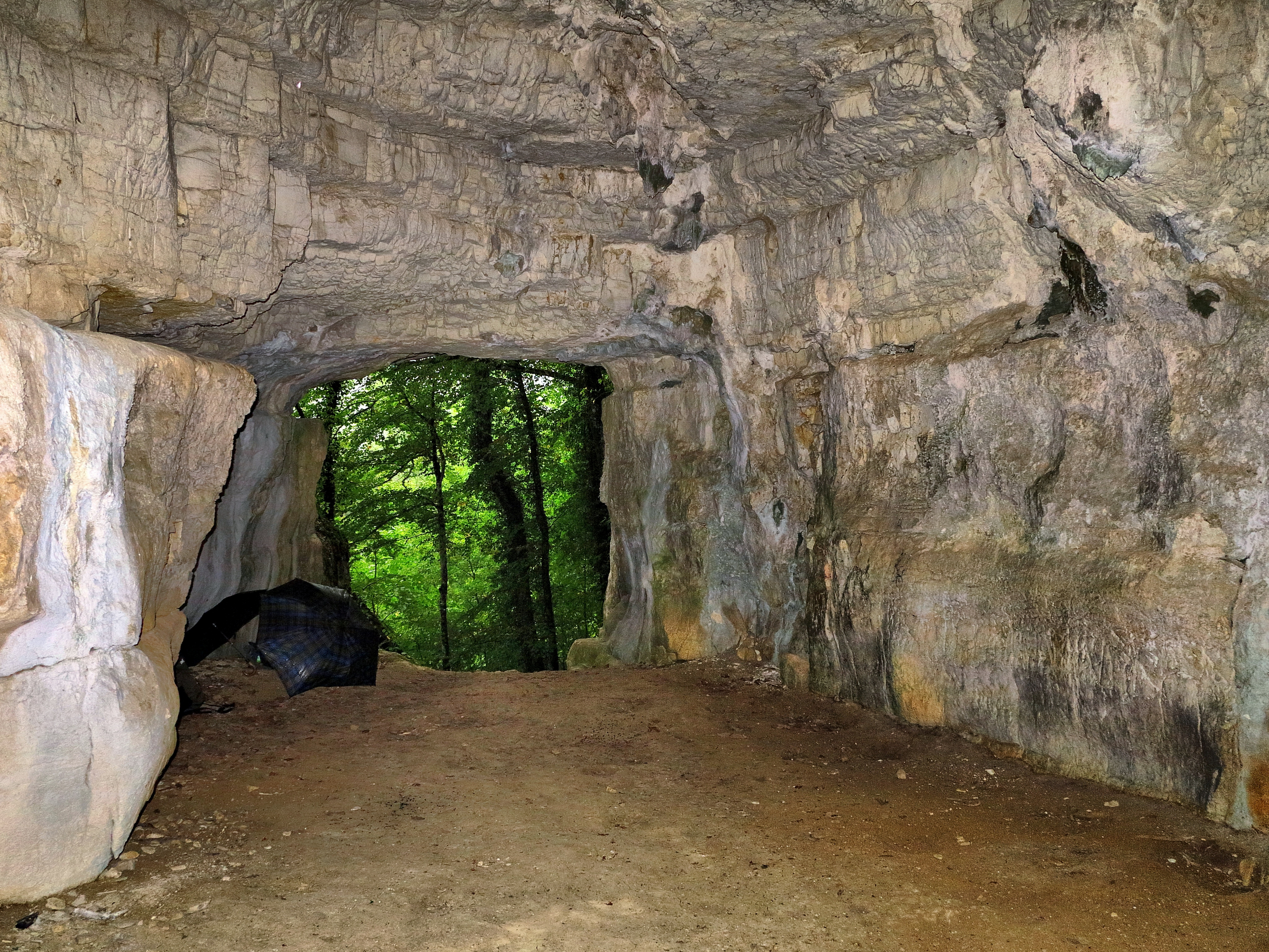
Entrée d'une des grottes de Waroly.
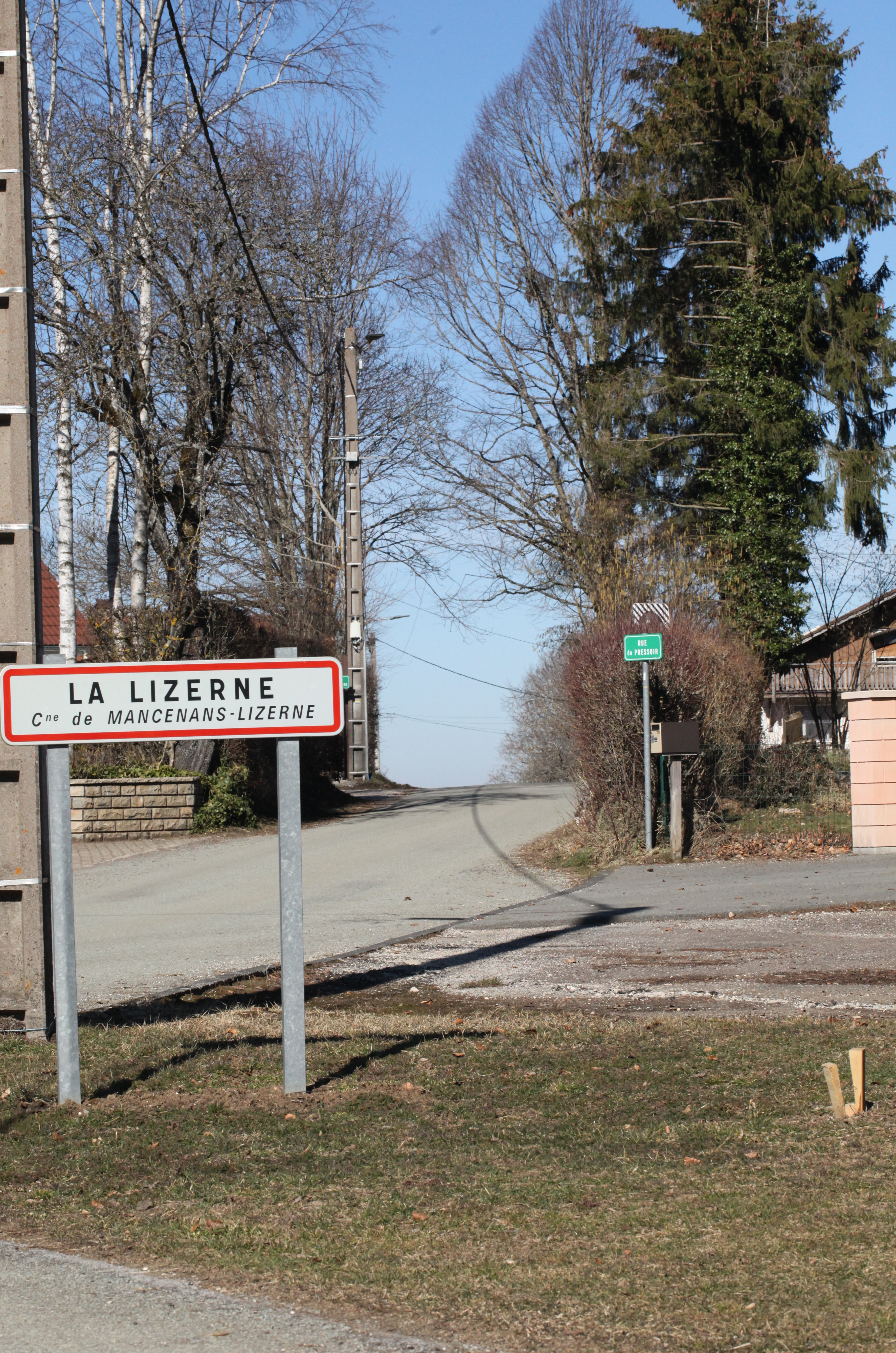
Entrée de La Lizerne.
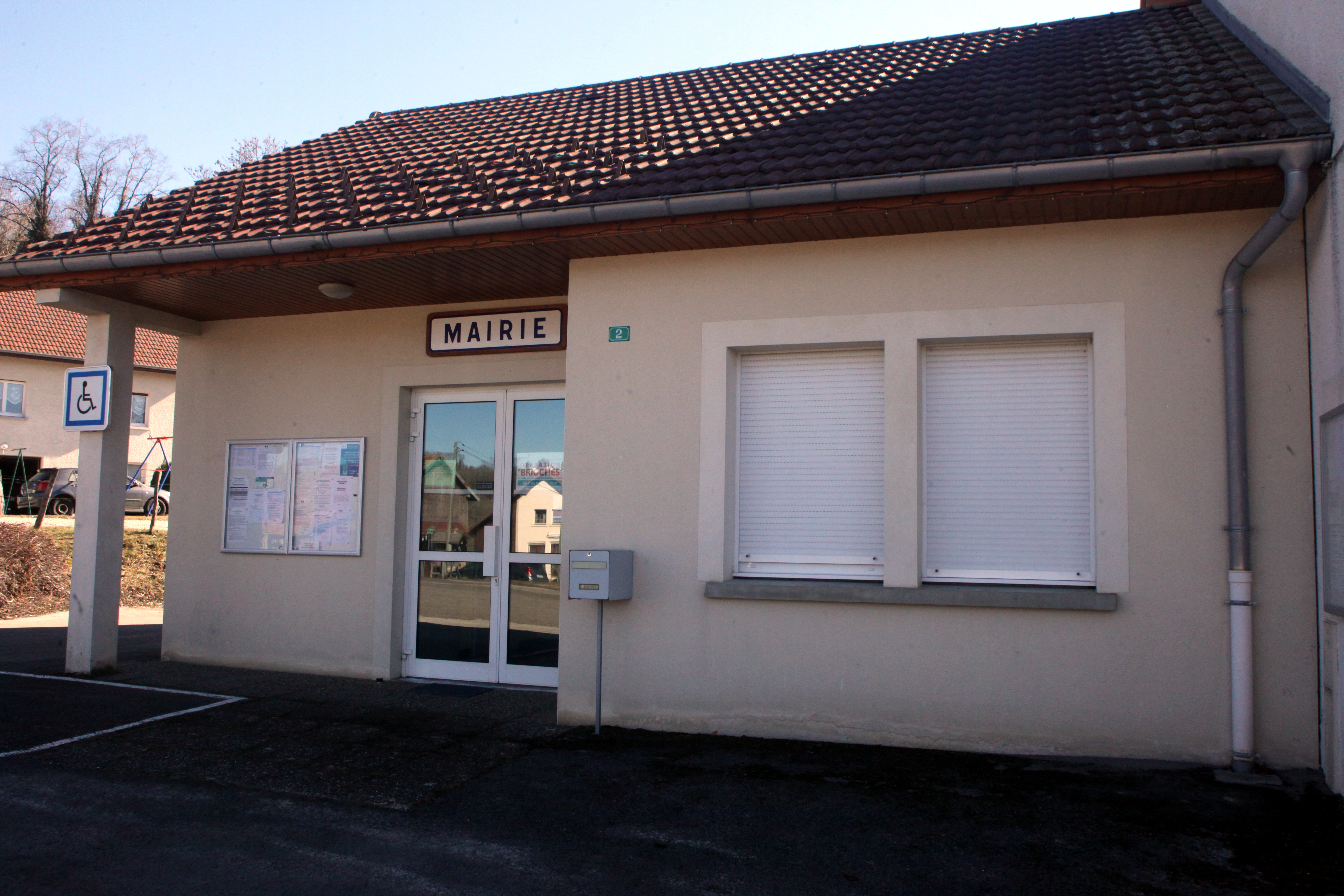
Mairie.
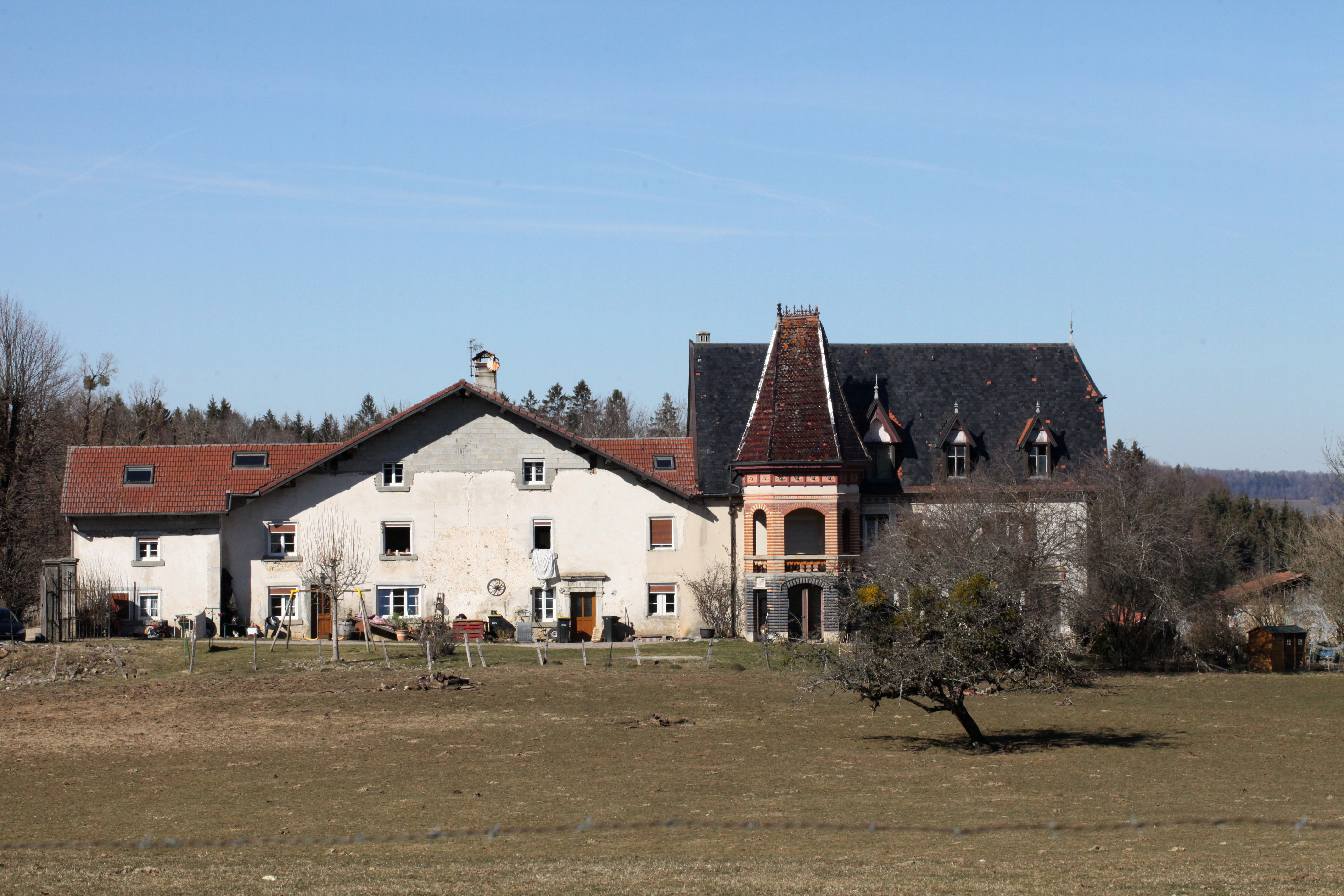
Ferme.

## Personnalités liées à la commune
- Joseph Aubert[21], peintre religieux majeur de la période 1880-1920, acquit en 1898 le domaine du château de l'Ermitage où il venait se reposer chaque été et y tenait un atelier.